# Metrobank Center
Le Metrobank Center est un gratte-ciel de 318 mètres construit en 2017 à Taguig aux Philippines. 
Construit entre 2011 et 2017 par Wong & Ouyang, il est situé au Bonifacio Global City. 
C'est actuellement le plus haut bâtiment du pays.